# 가리라 백두산으로
"가리라 백두산으로"는 조선민주주의인민공화국의 노래이다. 2015년에 발표되었다. 가사에는 김정은의 백두산 등반을 매우 상징적으로 묘사하는 등의 조선민주주의인민공화국의 최고 지도자인 김정은을 찬양하는 내용이 담겨있다.